# 约翰·库格伦
约翰·道格拉斯·库格伦（英語：John Douglas Coughran，1951年9月12日—），美国NBA联盟前职业篮球运动员。他在1973年的NBA选秀中第5轮第5顺位被克里夫兰骑士选中。